# Пермяков, Станислав Вячеславович
Станисла́в Вячесла́вович Пермяко́в (род. 8 марта 1982 года, Киров, Кировская область, РСФСР, СССР) — российский хоккеист, игравший в клубах главных хоккейных лиг России и Белоруссии.

## Биография
Родился 8 марта 1982 года в Кирове. 1999 году был приглашён в московский «Спартак», игравший в переходном турнире за сохранение места в Суперлиге.
В 2000 играл за кирово-чепецкую «Олимпию», затем уехал в Санкт-Петербург, где выступал за клубы Суперлиги СКА и высшей лиги «Спартак».
В сезоне 2002/2003 играл за екатеринбургский клуб «Динамо-Энергия» (высшая лига). В сезоне 2003/2004 выступал за минские клубы Белорусской экстралиги «Юность-Минск» и его фарм-клуб «Юниор», стал чемпионом Белоруссии. Следующий сезон начал в ХК «Дмитров» (первая лига российского чемпионата), но по ходу сезона сначала перешёл в минское «Динамо» (белорусская экстралига), а затем — в ХК «Липецк» (российская высшая лига).
В последующем играл за клубы младших российских лиг (первой, высшей, РХЛ) — «Олимпию» (2005—2007), петербургский «Спартак» (2005—2006), саратовский «Кристалл» (2006—2008), лениногорский «Нефтяник» (2007), волжскую «Ариаду-Акпарс» (2007—2010), ХК «Рязань» (2007—2008), медногорский «Металлург» (2007—2008), глазовский «Прогресс» (2008—2010), новочебоксарский «Сокол» (2009—2010), клинский «Титан» (2010—2011), воронежский «Буран» (2010—2012), тверской ТХК (2011—2012), вновь ХК «Липецк» (2012—2013), самарский ЦСК ВВС (2012—2013), смоленский «Славутич» (2013—2014).

## Достижения
- Чемпион Белоруссии 2003/2004[англ.]